# Berta Kriel
Berta Kriel is een personage uit de Harry Potterboekenreeks van de Britse schrijfster J.K. Rowling.
Berta Kriel is een vergeetachtige heks die werkte op het Ministerie van Toverkunst. Ze is vermoord door Heer Voldemort, nadat die haar belangrijke informatie over het Toverschool Toernooi had ontfutseld, waarmee Voldemort een wapen in handen kreeg om wederom te proberen zijn aartsvijand Harry Potter te verslaan. Om deze informatie te verkrijgen moest hij een zeer zware toverformule gebruiken, waardoor Berta's brein dusdanig beschadigd raakte dat Voldemort niets meer aan haar had en haar dus doodde. Met de informatie die Voldemort nu had, kon hij Bartolomeus Krenck Jr., die bekendstond als zijn trouwste volgeling, naar Zweinstein sturen in de gedaante van Alastor Dolleman. Met behulp van Wisseldrank kon Krenck jr. de plaats van Dolleman innemen.

## Trivia
- Rowling heeft aangegeven dat Voldemort de dood van Kriel gebruikt heeft om zijn laatste Gruzielement te maken: Nagini